# Stabsbootsmann
Der Stabsbootsmann ist ein Dienstgrad der Bundeswehr und früherer deutscher Streitkräfte.

## Bundeswehr
Der Stabsbootsmann ist einer der Dienstgrade der Bundeswehr für Marineuniformträger. Gesetzliche Grundlage ist die Anordnung des Bundespräsidenten über die Dienstgradbezeichnungen und die Uniform der Soldaten und das Soldatengesetz.

### Dienstgradabzeichen
Die Dienstgradabzeichen des Stabsbootsmanns zeigen einen Kopfwinkel, darunter einen Winkel, beide mit der Spitze nach oben auf beiden Unterärmeln. Ähnlich gestaltet sind die Schulterabzeichen. Die Schulterklappen sind zusätzlich mit einer geschlossenen Tresse umrandet.

### Geschichte
Der Dienstgrad wurde 1955 eingeführt. Beförderungen zum Stabsbootsmann waren zwischen 1969 und 1983 ausgesetzt.

### Sonstiges
Die Dienstgradbezeichnung ranggleicher Luftwaffen- und Heeresuniformträger lautet Stabsfeldwebel. Hinsichtlich Befehlsgewalt, Ernennung, Sold, den nach- und übergeordneten Dienstgraden, ähnlich auch hinsichtlich der Dienststellungen sind Stabsbootsleute und Stabsfeldwebel gleichgestellt.
| Unteroffizierdienstgrad |                               |                                       |
| Niedrigerer Dienstgrad |                               | Höherer Dienstgrad                    |
| Hauptfeldwebel Hauptbootsmann Oberfähnrich Oberfähnrich zur See                                                                 | Stabsfeldwebel Stabsbootsmann | Oberstabsfeldwebel Oberstabsbootsmann |
| Dienstgradgruppe: Mannschaften – Unteroffiziere o.P. – Unteroffiziere m.P. – Leutnante – Hauptleute – Stabsoffiziere – Generale |                               |                                       |

## Wehrmacht
Als mit dem Stabsbootsmann der Bundeswehr vergleichbarer Dienstgrad in der Kriegsmarine könnte der Stabsoberbootsmann angesehen werden. Der gleichlautende Stabsbootsmann der Kriegsmarine war dagegen ein langgedienter Bootsmann unterhalb des Dienstgrades Oberbootsmann.